# Уэст-Ковина
Уэст-Ковина (англ. West Covina) — город, расположенный в округе Лос-Анджелес (штат Калифорния, США) с населением 106 098 человек по статистическим данным переписи 2010 года.

## География
По данным Бюро переписи населения США Уэст-Ковина имеет общую площадь в 41,673 км², из которых 41,546 км² занимает суша и 0,127 км² — вода. Площадь водных ресурсов составляет 0,3 % от всей его площади.
Город Уэст-Ковина расположен на высоте 117 метров над уровнем моря.

## Демография
| Год переписи                                  | Нас.   |       | %±      |
| --------------------------------------------- | ------ | ----- | ------- |
| 1930                                          | 769    |       | —       |
| 1940                                          | 1072   |       | 39,4%   |
| 1950                                          | 4499   |       | 319,7%  |
| 1960                                          | 50645  |       | 1025,7% |
| 1970                                          | 68034  |       | 34,3%   |
| 1980                                          | 80292  |       | 18%     |
| 1990                                          | 96226  |       | 19,8%   |
| 2000                                          | 105080 |       | 9,2%    |
| 2010                                          | 106098 |       | 1%      |
| 2014                                          | 108455 | [ 5 ] | 2,2%    |
| 1930–2014 Источники: 1930-1970 1980-2000 2010 |        |       |         |

По данным переписи населения 2010 года в Уэст-Ковина проживало 106 098 человек. Средняя плотность населения составляла около 2553,7 человек на один квадратный километр.
Расовый состав города по данным переписи распределился следующим образом: 45 432 (42,8 %) — белых, 4741 (4,5 %) — чёрных или афроамериканцев, 27 333 (25,8 %) — азиатов, 1045 (1 %) — коренных американцев, 198 (0,2 %) — выходцев с тихоокеанских островов, 22 641 (21,3 %) — других народностей, 4708 (4,4 %) — представителей смешанных рас. Испаноязычные или латиноамериканцы составили 53,2 % от всех жителей (56 471 человек).
Из 31 596 домашних хозяйств в 43,3 % — воспитывали детей в возрасте до 18 лет, 55,9 % представляли собой совместно проживающие супружеские пары, 17,1 % в семей женщины проживали без мужей, в 7,1 % семей мужчины проживали без жён, 19,7 % не имели семей. 15,2 % от общего числа семей на момент переписи жили самостоятельно, при этом 6,8 % составили одинокие пожилые люди в возрасте 65 лет и старше. Средний размер домашнего хозяйства составил 3,34 человек, а средний размер семьи — 3,68 человек.
Население по возрастному диапазону по данным переписи распределилось следующим образом: 26 075 человек (24,6 %) — жители младше 18 лет, 11 326 человек (10,7 %) — от 18 до 24 лет, 14 239 человек (13,4 %) — от 25 до 34 лет, 22 417 человек (21,1 %) — от 35 до 49 лет, 19 178 человек (18,1 %) — от 50 до 64 лет и 12 863 человек (12,1 %) — в возрасте 65 лет и старше. Средний возраст жителей составил 36 лет. Женщины составили 51,8 % от численности всего населения (54 939 человек), мужчины 48,2 % (51 159 человек).

## Города-побратимы
Уэст-Ковина является городом-побратимом следующих городов:
- Япония, Отавара;
- Китай, Уху[9].

## В культуре
В Уэст-Ковине развиваются события сериала «Чокнутая бывшая» (2015).